# Марк Кірхнер
Марк Кірхнер  (нім. Mark Kirchner, 4 квітня 1970) — німецький біатлоніст, олімпійський чемпіон.

## Виступи на Олімпіадах
| Олімпіада        | Дисципліна                | Місце |
| ---------------- | ------------------------- | ----- |
| Альбервіль 1992  | спринт 10 км              | 1     |
| Альбервіль 1992  | індивідуальна гонка 20 км | 2     |
| Альбервіль 1992  | естафета 4 × 7,5 км       | 1     |
| Ліллехаммер 1994 | спринт 10 км              | 12    |
| Ліллехаммер 1994 | індивідуальна гонка 20 км | 7     |
| Ліллехаммер 1994 | естафета 4 × 7,5 км       | 1     |

## Статистика кубка світу
У таблиці наведено статистику виступів біатлоніста в Кубку світу.
- Місця 1–3: кількість подіумів
- Чільна 10: кількість фінішів у першій десятці
- В очках: кількість виступів, на яких біатлоніст здобував очки
- Старти: кількість стартів

| Місця                     | Індивід. | Спринт | Персьют | Мас-старт | Естафета | Разом |
| ------------------------- | -------- | ------ | ------- | --------- | -------- | ----- |
| 1                         | 2        | 3      |         |           | 5        | 10    |
| 2                         | 2        |        |         |           |          | 2     |
| 3                         |          |        |         |           | 1        | 1     |
| Чільна 10                 | 10       | 13     |         |           | 7        | 30    |
| В очках                   | 22       | 30     |         |           | 7        | 59    |
| Стартів                   | 36       | 44     |         |           | 7        | 87    |
| Станом на: кінець кар'єри |          |        |         |           |          |       |